# Nederland op het Junior Eurovisiesongfestival 2021
Nederland heeft aan het Junior Eurovisiesongfestival 2021 in Parijs, Frankrijk deegenomen. Het was de negentiende deelname van het land aan het Junior Eurovisiesongfestival. De AVROTROS was verantwoordelijk voor de Nederlandse bijdrage.

## Selectieproces
Ook in 2021 koos Nederland ervoor om diens artiest te verkiezen via het Junior Songfestival. Het formaat bleef ongewijzigd in vergelijking met de voorbije editie. Er was een live-uitzending op 25 september 2021 waarin de artiest en het lied geselecteerd werden.
| Plaats | Artiest   | Lied                    | Kinderjury | Vakjury | Publiek | Totaal |
| ------ | --------- | ----------------------- | ---------- | ------- | ------- | ------ |
| 1      | Ayana     | Mata sugu aō ne         | 12         | 12      | 9       | 33     |
| 2      | SH!NE     | A million little things | 10         | 8       | 12      | 30     |
| 3      | Melody    | Niet Wat Vrienden Doen  | 8          | 10      | 10      | 28     |
| 4      | Priscilla | Be Alright              | 9          | 9       | 8       | 26     |

## In Parijs
Nederland trad als 15e op, na Azerbeidzjan en voor Servië, tijdens de finale op 19 december. Nederland kreeg in totaal 9 punten van de vakjury en 34 punten van de online stemming, waarmee het met 43 punten op de laatste plek eindigde, 19e.
2003 · 2004 · 2005 · 2006 · 2007 · 2008 · 2009 · 2010 · 2011 · 2012 · 2013 · 2014 · 2015 · 2016 · 2017 · 2018 · 2019 · 2020 · 2021 · 2022 · 2023 · 2024 
 Voorronde: Junior Songfestival
Albanië · Armenië · Azerbeidzjan · Bulgarije · Duitsland · Frankrijk · Georgië · Ierland · Italië · Kazachstan · Malta · Nederland · Noord-Macedonië · Oekraïne · Polen · Portugal · Rusland · Servië · Spanje